# サイバーテック
株式会社サイバーテック（英名：Cyber Tech corporation.）は、東京都渋谷区に本社を置く、企業向けソフトウェアおよびサービスを開発・販売する会社である。
英語圏であるフィリピン セブ島に自社オフショア拠点（海外拠点）「セブITアウトソーシングセンター」（現地名：CyberTech Cebu Research and Development Center）をもつ。

## 概要
「ITによる社会貢献」を掲げ、社会に広く価値を提供するソフトウェア製品を開発・提供するために、1998年（平成10年）に東京都武蔵野市吉祥寺にて橋元賢次により設立された。
その後、2001年（平成13年）に代表的なマークアップ言語であるXML（eXtensible Markup Language、拡張可能なマークアップ言語）に出会ったことで、同分野の開発やコンサルティング等を展開。2006年（平成18年）にXMLデータベース「NeoCore（ネオコア）」事業のM&Aを行い、2013年（平成25年）に、同製品を組み込んだマニュアル用CMS（Contents Management System）製品「PMX」の販売を開始、主力製品となる。
事業的には、自社製品であるCMS製品「PMX」、ドキュメント公開システム「DocuPortal」などを中心とする「マニュアルDX事業」や、構造化マークアップ言語に強みを持つ「Web CMS事業」へと発展している。
専門特化したIT製品・サービスを提供することを目指しており、幾多のITベンダーとは一線を画した、特徴席なITソリューションを展開している。

## 主要な製品・サービス
- マニュアルDX事業
  - PMX（マニュアル用CMS）
  - DocuPortal（ドキュメント公開システム）
  - NeoCore（XMLデータベース）
  - マニュアル コンサルティング
- Web CMS事業
  - サブスクWeb運用（定額制Web運用保守サービス）
  - WordPress運用サービス
  - Webマーケティング・コンサルテーション
  - CMS導入・マイグレーション
  - Web制作・リニューアル

## 沿革
- 1998年（平成10年） - 当社設立。
- 2001年（平成13年） - XML関連（ドキュメントソリューション）事業を開始。
- 2005年（平成17年） - XML DB（旧eXcelon）事業をソニックソフトウェア社から取得。
- 2006年（平成18年） - フィリピン セブ島にオフショア拠点を開設、Webサイト制作やITアウトソーシング事業を開始。
- 2007年（平成19年） - XML DB「NeoCore」事業を三井物産セキュアディレクション社から取得。
- 2013年（平成25年） - マニュアル向けCMS「PMX」をリリース。
- 2016年（平成28年）
  - 2月 - 沖縄県に子会社「サイバーテック沖縄」を設立。
  - 8月 - HTMLコーディングサービス「シーサーコーディング」の提供を開始。
- 2019年（平成31年/令和元年）- AI校正システムをリリース、同時にAIアノテーション受託業務を開始。
- 2021年（令和3年） - サブスクリプション型Web運用保守サービス「サブスクWeb運用」の提供を開始。
- 2022年（令和4年） - ドキュメント公開ポータルシステム「DocuPortal」をリリース。
- 2024年（令和6年） - コーポレートタグラインを「Manual & Web Solutions」に変更。

## 資格、所属団体
- 一般財団法人テクニカルコミュニケーター協会
- AWSパートナーネットワーク（テクノロジーパートナー）
- Microsoft AI Cloud Partner Program
- 特定非営利活動任意団体PHP技術者認定機構
- 自動組版普及委員会（ACDC）
- 東京商工会議所